# Belsay Castle
Belsay Castle är ett slott i Storbritannien.   Det ligger i grevskapet och kommunen Northumberland i riksdelen England, i den centrala delen av landet, 400 km norr om huvudstaden London. Belsay Castle ligger 133 meter över havet.
Terrängen runt Belsay Castle är platt, och sluttar brant österut. Runt Belsay Castle är det ganska tätbefolkat, med 78 invånare per kvadratkilometer. Närmaste större samhälle är Newburn, 14,9 km sydost om Belsay Castle. Trakten runt Belsay Castle består i huvudsak av gräsmarker.